# Neobisium pluzinensis
Espèce
Neobisium pluzinensis est une espèce de pseudoscorpions de la famille des Neobisiidae.

## Distribution
Cette espèce est endémique du Monténégro. Elle se rencontre à Bajovo Polje dans la grotte Kostina Pećina.

## Description
Le mâle holotype mesure 3,485 mm. Ce pseudoscorpion est anophtalme.

## Étymologie
Son nom d'espèce, composé de pluzin[e] et du suffixe latin -ensis, « qui vit dans, qui habite », lui a été donné en référence au lieu de sa découverte, Plužine.

## Publication originale
- Ćurčić, Rađa, Dimitrijević, Ćurčić, Ćurčić & Ilić, 2013 : Neobisium crucis n. sp. and n. pluzinensis n. sp., two new cave-dwellers from Montenegro (neobisiidae, pseudoscorpiones). Archives of Biological Sciences, vol. 65, no 3, p. 1261-1267.